# Floreswaaierstaart
De Floreswaaierstaart (Rhipidura diluta) is een zangvogel uit de familie Rhipiduridae (waaierstaarten).

## Verspreiding en leefgebied
Deze soort is endemisch op de Kleine Soenda-eilanden en telt twee ondersoorten:
- R. d. sumbawensis: Soembawa.
- R. d. diluta: Flores en Lomblen.

## Status
De grootte van de populatie is niet gekwantificeerd maar de soort wordt omschreven als algemeen in regenwoud en casuarinabos en schaars in andere bosgebieden. Op de Rode lijst van de IUCN heeft deze soort de status niet bedreigd.